# Timișeni, Gorj
Timișeni este un sat în comuna Fărcășești din județul Gorj, Oltenia, România.
Satul Timișeni din actuală comună Fărcășești a aparținut fostei comune Roșia-Jiu, dar de la înființarea orașului Rovinari, Timișeniul, a intrat în alcătuirea noii comune Fărcășești, deși distanța până la Fărcășești este cu mult mai mare decât până la Rovinari. Satul a avut cătunele: Barhoti; Boncea; Caragui, și Cucui; dintre care în prezent mai există doar primele trei. Cătunul Cucui a fost practic șters de pe harta Timișeniului mai ales ca formă de relief, acesta situându-se pe cea mai înaltă colină din zonă, despărțind cătunul Bârhoți de Boncea.
Acum satul și deci localitatea este pe cale de dispariție, populația fiind obligată să se strămute în tot județul Gorj, datorită exploatării la suprafață a lignitului. Localitatea era așezată în zona deluroasă a județului Gorj, și până la colectivizare locuitori erau țărani moșneni. Ocupația de bază era creșterea animalelor, pomicultura și viticulura, cultivarea porumbului și mai puțîn a grâului pe pământul deținut. Puteți găși oamenii acestui sat acum în comunele din județul Gorj, care au fost strămutați așa cum am arătat din vatra satului, că urmare a decopertărilor pentru exploatarea cărbunelui. Oricum termocentrala de la Rogejelu, datorită poluării, face traiul zilnic al puținilor locuitori care mai sunt dispersați prin cătunele fostului sat, foarte grea.

## Vezi și
- Biserica de lemn din Timișeni